# Dieciocho de Marzo, Coahuila
Dieciocho de Marzo är en ort i Mexiko.   Den ligger i kommunen Francisco I. Madero och delstaten Coahuila, i den centrala delen av landet, 800 km nordväst om huvudstaden Mexico City. Dieciocho de Marzo ligger 1 104 meter över havet och antalet invånare är 331.
Terrängen runt Dieciocho de Marzo är mycket platt. Runt Dieciocho de Marzo är det glesbefolkat, med 9 invånare per kvadratkilometer. Närmaste större samhälle är Banco Nacional, 9,4 km sydväst om Dieciocho de Marzo. Trakten runt Dieciocho de Marzo består till största delen av jordbruksmark.